# 1121年
| 千纪： | 2千纪 |
| 世纪： | 11世纪 \| 12世纪 \| 13世纪                                                                                       |
| 年代： | 1090年代 \| 1100年代 \| 1110年代 \| 1120年代 \| 1130年代 \| 1140年代 \| 1150年代                                 |
| 年份： | 1116年 \| 1117年 \| 1118年 \| 1119年 \| 1120年 \| 1121年 \| 1122年 \| 1123年 \| 1124年 \| 1125年 \| 1126年       |
| 纪年： | 辛丑年（牛年）；辽保大元年；北宋宣和三年；西夏元德三年；金天辅五年；方腊永乐二年；越南天符睿武二年；日本保安二年 |

## 大事记
- 北非柏柏爾人阿卜杜·穆明建立穆瓦希德王朝（又稱阿爾摩哈德王朝），反抗穆拉比特王朝。
- 二月，海州知州張叔夜設伏，誘戰宋江登岸，宋江、史斌及楊志戰敗後投降朝廷。
- 四月二十四日，王淵的裨將韓世忠，直搗清溪幫源洞，生擒方臘，後來忠州防禦使辛興宗領兵截住洞口，佔為己功。
- 八月，童貫因平定方臘起義之功加太師，進封楚國公。
- 南軍都統耶律餘睹與其母文妃萧瑟瑟密謀立辽国皇子 耶律敖盧斡為王，事情洩露，耶律餘睹投降金國，萧瑟瑟被處死，耶律敖盧斡實際上並未參與，免罪。
- 夏崇宗遣使臣去辽，请求先出兵攻取北宋之地。辽天祚帝不许。

## 出生
- 路易七世，法國卡佩王朝國王。（1180年逝世，59岁）

## 逝世
- 周邦彥，北宋著名詞人
- 方腊，北宋末年著名明教領袖及農民叛亂首領。
- 周侗，南宋名將岳飛之師。
- 楊戩，宋徽宗時期宦官，官至太傅。
- 萧瑟瑟，遼天祚帝耶律延禧的文妃。